# マヴロコルダトス家
マヴロコルダトス家 (Mavrocordatos, Mavrocordato, Mavrokordatos, Mavrocordat, Mavrogordato or Maurogordato、ギリシャ語: Μαυροκορδάτος) は、オスマン帝国でファナリオティス階級に属していたギリシャ系の家系で、ルーツはギリシャ・エーゲ海のヒオス島。オスマン帝国、ワラキア、モルダヴィア、近代ギリシャの歴史上、著名な家系である。この家系に認められていた地位は神聖ローマ帝国の公(Prince)に相当し、後には、スラヴ圏の支配者称号であるホスポダル (hospodar) の称号も認められた。家系はヒオス島出身でビザンツ帝国晩年の貴族（商人）の血筋から出たニコラス・マヴロコルダトス(Nicholas Mavrocordatos, 1522-1570)に始まる。

## マヴロコルダトス家の著名な人物
- アレクサンドロス・マヴロコルダトス(Alexander Mavrocordatos, 1636–1709), 1699年、神聖ローマ皇帝レオポルト1世より「公」(styled prince)（呼称「殿下」, Serene Highness）を授かる。
  - ニコラス・マヴロコルダトス(Nicholas Mavrocordatos, 1670–1730), アレクサンドロスの息子、ワラキアの支配者（2度）、モルダヴィアの支配者（2度）
    - コンスタンティノス・マヴロコルダトス(Constantine Mavrocordatos, 1711–1769), ニコラスの息子、モルダヴィアの支配者（4度）、ワラキアの支配者（6度）
      - アレクサンダー1世マヴロコルダトス「デリベイ」(Alexander I Mavrokordatos "Delibey"), モルダヴィアの支配者(1782–1785)

    - アレクサンドロス・マヴロコルダトス(Alexander Mavrokordatos), ニコラスの息子
      - ニコラス・マヴロコルダトス(Nicholas Mavrokordatos), ワラキアのバン(ban)
        - アレクサンドロス・マヴロコルダトス(Alexandros Mavrokordatos, 1791–1865), ギリシャ首相(4回就任)

    - ジョン・マヴロコルダトス(John Mavrokordatos), ニコラスの息子、モルダヴィアの支配者 (1743–1747)
      - アレクサンダー2世マヴロコルダトス「フィラリス」(Alexander II Mavrokordatos "Firaris"), モルダヴィアの支配者(1785–1786)

  - ジョン・マヴロコルダトス(John Mavrocordatos, 1684–1719), アレクサンドロスの息子、ワラキアの支配者、モルダヴィアの支配者（カイマカム、caimacam）
- アレクサンドラ・マヴロコルダトゥ(Alexandra Mavrokordatou, 1605–1684), 知識人、アテネのサロン主催者